# Alan Brennert
Alan Michael Brennert (* 30. Mai 1954 in Englewood, New Jersey) ist ein US-amerikanischer Science-Fiction-Schriftsteller, Fernsehproduzent und  Drehbuchautor. Brennert lebt seit 1973 im Süden Kaliforniens und schrieb seine Diplomarbeit als Drehbuchautor an der  University of California.

## Biografie

### Fernsehserien
Brennerts erste Arbeiten für das Fernsehen waren 1978 mehrere Drehbücher für Wonder Woman. Im Anschluss schrieb er für Buck Rogers. 1991 gewann er einen Emmy als Produzent und Drehbuchautor für L.A. Law – Staranwälte, Tricks, Prozesse. Am bekanntesten dürfte er für seine Mitarbeit an The New Twilight Zone sein und für die Neuauflage Outer Limits – Die unbekannte Dimension. Die meistbeachtete seiner Episoden für The New Twilight Zone war Her Pilgrim Soul, eine seiner eigenen Kurzgeschichten. Unter dem Namen Michael Bryant schrieb er ab 2001 Drehbücher für Stargate Atlantis und Star Trek: Enterprise.

### Prosa
Brennert schrieb auch Romane und Kurzgeschichten. 1973 wurde seine erste Kurzgeschichte City of Masques veröffentlicht. 1975 wurde er für den Astounding Award for Best New Writer in Science Fiction nominiert. 1991 gewann er den Nebula Award und wurde in Gardner Dozois’ The Year’s Best Science Fiction: Eighth Annual Collection abgedruckt. Sein 2003 erschienenes Buch Moloka'i ist ein historischer Roman, der in der in den frühen 1900ern in der Leprakolonie Kalaupapa in Hawaii spielt. Er ließ die historischen Personen Father Damien, Mother Marianne Cope und Lawrence M. Judd als Protagonisten auftreten. Das Buch erhielt überwiegend positive Kritiken. Die Idee zum Buch entstand aus einer Miniserie, die Brennert für NBC geschrieben hatte, die aber nie umgesetzt wurde. Laut seiner Webseite schrieb er:

“Alan decided he needed to write something that people would get to  see, and the result was Moloka'i.”

„Alan entschied, dass er etwas schreiben musste, das die Leute sehen wollten, und das Ergebnis war Moloka'i.“

2009 kehrte Brennert literarisch nach Hawaii und Honolulu zurück. Es handelt sich um einen historischen Roman, in dessen Mittelpunkt eine koreanische Braut aus den frühen 1900er Jahren stand. Die in Honolulu erzählte Geschichte stammt aus Brennerts Forschungen für Moloka'i.

### Comics
Seine ersten Arbeiten für die Comicindustrie bestanden aus Interviews mit A. E. van Vogt, Larry Niven und Theodore Sturgeon, die im Marvel Comics Magazin Unknown Worlds of Science Fiction abgedruckt wurden. Seine ersten Comicplots waren Wonder Woman #231 und #232 für DC Comics im Jahr 1977, in Zusammenarbeit mit Martin Pasko. Die beiden arbeiteten 1981 erneut für Star Trek Comics #12 zusammen. Im gleichen Jahr arbeitete Brennert mit Dick Giordano an der Hauptstory für Batman Detective Comics #500 zusammen. Die Story To Kill a Legend wurde in der Sammlung DC's Year's Best Comics Stories von 1981 erneut veröffentlicht.
Im Anschluss schrieb Brennert vier Ausgaben von The Brave and the Bold in denen auch Creeper, Hawk and Dove und Catwoman auftraten. Der Herausgeber Dennis O’Neil 1983 die Folge #192 Daredevil, die auf die Folgen von Frank Millers Comics herausgegeben wurde. Wegen seiner Arbeiten als Drehbuchautor kam Brennert jahrelang nicht mehr dazu, Comics zu schreiben. Eine Ausgabe von Deadman in Christmas with the Super-Heroes #2, 1989, war seine nächste Arbeit als Comicautor. 1990 folgte eine Folge von Black Canary in Secret Origins vol. 2 #50.
Er schrieb Batman: Holy Terror, das erste Batman Comic mit dem Logo von Elseworlds Seine bisher letzte Comicveröffentlichung war 2000 Batman Black and White im Rahmen von Batman: Gotham Knights, gezeichnet von José Luis García López. 2014 forderte er von den Verantwortlichen eine Neuausrichtung des Charakters Barbara Kean Gordon, der ihrem Potential gerecht sei. Barbara Kean Gordon wurde in Detective Comics #500 eingeführt und sollte Bestandteil der TV-Serie Gotham werden. DC Comics und der Mutterkonzern Warner Bros. lehnten seine Eingabe mit der Begründung, das die Figur ein Duplikat eines bereits vorhandenen DC-Comics-Charakter sei. 2016 erschien Tales of the Batman: Alan Brennert, eine Hardcover Sammlung von Brennerts Arbeiten für DC Comics. Brennert selber nannte The Autobiography of Bruce Wayne aus The Brave and the Bold #197 1983 seinen persönlichen Favoriten im Rahmen seiner Arbeit für DC.

## Auszeichnungen
- 1975: Astounding Award for Best New Writer in Science Fiction
- 1991: Outstanding Drama Series, L.A. Law
- 1991: Nebula Award als beste Kurzgeschichte für Ma Qui[21]

## Bibliografie

### Belletristik
Moloka’i (Romanserie)
- 1 Moloka’i (2003)
- 2 Daughter of Moloka’i (2019)

Romane
- City of Masques (1978)
- Kindred Spirits (1984)
- Time and Chance (1990)
- Holy Terror (1991)
- Honolulu (2009)
- Palisades Park (2013)

Sammlungen
- Her Pilgrim Soul and Other Stories (1990)
- Ma Qui and Other Phantoms (1991)
- Weird Romance: Two One-Act Musicals of Speculative Fiction (1993; mit Alan Menken und David Spencer)
- The Hawaii Novels (2015)

Kurzgeschichten
1973:
- The Night People (in: The Haunt of Horror, October 1973)
- Nostalgia Tripping (1973, in: Robert Hoskins (Hrsg.): Infinity Five)
- The Stars Have All Gone Out (in: Vertex: The Magazine of Science Fiction, October 1973)

1974:
- Touchplate (in: Analog Science Fiction/Science Fact, September 1974)
- In This Image (1974, in: Terry Carr (Hrsg.): Fellowship of the Stars)
- A Winter Memory (in: The Magazine of Fantasy and Science Fiction, November 1974)

1975:
- All the Charms of Sycorax (in: Analog Science Fiction/Science Fact, July 1975)

1976:
- The Second Soul (in: Galaxy, March 1976)
- Jamie’s Smile (1976, in: Terry Carr (Hrsg.): The Ides of Tomorrow: Original Science Fiction Tales of Horror)

1977:
- Brian in the Dreaming Seat (1977, in: Kate Wilhelm (Hrsg.): Clarion SF)
- Crown of Thorns (in: Analog Science Fiction/Science Fact, February 1977)
- Ghost Story (1977)
- Skyghosts and Dusk-Devils (1977, in: Scott Edelstein (Hrsg.): Future Pastimes; auch: Ghost Story, 1991)
- Steel (1977)
  - Deutsch: Schneller als eine Gewehrkugel. In: Isaac Asimov, Martin H. Greenberg, Joseph D. Olander (Hrsg.): Feuerwerk der SF. Goldmann (Edition '84: Die positiven Utopien #8), 1984, ISBN 3-442-08408-3.

1979:
- Mirror Watch (1979, in: Robert Hoskins (Hrsg.): Against Tomorrow)

1980:
- Queen of the Magic Kingdom (1980, in: George R. R. Martin (Hrsg.): New Voices III: The Campbell Award Nominees)
  - Deutsch: Die Königin von Disneyland. In: Wolfgang Jeschke (Hrsg.): Die Strasse nach Candarei. Heyne Science Fiction & Fantasy #5275, 1995, ISBN 3-453-07974-4.
- Stage Whisper (1980, in: George R. R. Martin (Hrsg.): New Voices III: The Campbell Award Nominees)
- Voices in the Earth (1980)
  - Deutsch: Stimmen in der Erde. In: Wolfgang Jeschke (Hrsg.): Lenins Zahn und Stalins Tränen. Heyne Science Fiction & Fantasy #5055, 1994, ISBN 3-453-06627-8.

1986:
- Her Pilgrim Soul (Fernsehspiel-Drehbuch; in: Rod Serling’s The Twilight Zone Magazine, December 1986)

1989:
- Healer (in: The Magazine of Fantasy & Science Fiction, February 1989)
- The Third Sex (in: Pulphouse: The Hardback Magazine, Issue 3: Spring 1989)
  - Deutsch: Das dritte Geschlecht. In: Wolfgang Jeschke (Hrsg.): Die säumige Zeitmaschine. Heyne Science Fiction & Fantasy #5645, 1997, ISBN 3-453-11905-3.

1990:
- Sea Change (in: The Magazine of Fantasy & Science Fiction, February 1990)
- Her Pilgrim Soul (1990, in: Alan Brennert: Her Pilgrim Soul and Other Stories)
  - Deutsch: Die Pilgerseele in dir. In: Wolfgang Jeschke (Hrsg.): Heyne Science Fiction Jahresband 1994. Heyne Science Fiction & Fantasy #5100, 1994, ISBN 3-453-07264-2.

1991:
- Futures (1991, in: Alan Brennert: Ma Qui and Other Phantoms)
- Ma Qui (in: The Magazine of Fantasy & Science Fiction, February 1991)
  - Deutsch: Die verlorene Seele. In: Ronald M. Hahn (Hrsg.): Cyberella. Heyne Science Fiction & Fantasy #4936, 1992, ISBN 3-453-05855-0.

1993:
- The Girl Who Was Plugged In (Act I) (1993, in: Alan Menken, David Spencer und Alan Brennert: Weird Romance: Two One-Act Musicals of Speculative Fiction; mit James Tiptree, Jr., David Spencer und Alan Menken)
- Her Pilgrim Soul (Act II) (1993, in: Alan Menken, David Spencer und Alan Brennert: Weird Romance: Two One-Act Musicals of Speculative Fiction; mit David Spencer und Alan Menken)

1995:
- Cradle (in: The Magazine of Fantasy & Science Fiction, January 1995)
- The Man Who Loved the Sea (in: The Magazine of Fantasy & Science Fiction, September 1995)
  - Deutsch: Der Mann, der die See liebte. In: Wolfgang Jeschke (Hrsg.): Reptilienliebe. Heyne Science Fiction & Fantasy #6354, 2001, ISBN 3-453-17113-6.

1996:
- The Refuge (in: The Magazine of Fantasy & Science Fiction, April 1996)
  - Deutsch: Das Refugium. In: Wolfgang Jeschke (Hrsg.): Heyne Science Fiction Jahresband 1999. Heyne Science Fiction & Fantasy #6301, 1999, ISBN 3-453-14899-1.
- Fantasies (1996, in: Jeff Gelb und Michael Garrett (Hrsg.): Fear the Fever)

1997:
- Echoes (in: The Magazine of Fantasy & Science Fiction, May 1997)
  - Deutsch: Echos. In: Wolfgang Jeschke (Hrsg.): Das Proust-Syndrom. Heyne Science Fiction & Fantasy #5999, 1999, ISBN 3-453-14886-X.

1999:
- The White City (1999, in: John Helfers und Martin H. Greenberg (Hrsg.): Future Crimes)

2009:
- Puowaina (2009, in: Carol Serling (Hrsg.): Twilight Zone: 19 Original Stories on the 50th Anniversary)

Anthologien
- New Stories from the Twilight Zone (1991; mit Martin H. Greenberg)

### Comics
DC Comics
- Batman: Gotham Knights #10 ("Batman Black and White") (2000)
- Batman: Holy Terror #1 (Elseworlds) (1991)
- The Brave and the Bold #178, 181–182, 197 (1981–1983)
- Christmas with the Super-Heroes #2 (Deadman) (1989)
- Detective Comics #500, 600 (1981–1989)
- Secret Origins vol. 2 #50 (Black Canary) (1990)
- Wonder Woman #231–232 (1977)

Marvel Comics
- Daredevil #192 (1983)
- Star Trek #12 (1981)
- Unknown Worlds of Science Fiction #4–5, Special #1 (1975–1976)